# (2652) Yabuuti
(2652) Yabuuti  ist ein Asteroid des Hauptgürtels, der am 7. April 1953 vom deutschen Astronomen Karl Wilhelm Reinmuth am Observatorium Heidelberg-Königstuhl entdeckt wurde.
Der Asteroid ist nach dem japanischen Wissenschaftshistoriker Yabuuchi Kiyoshi (1906–2000) benannt.